# Calenberg

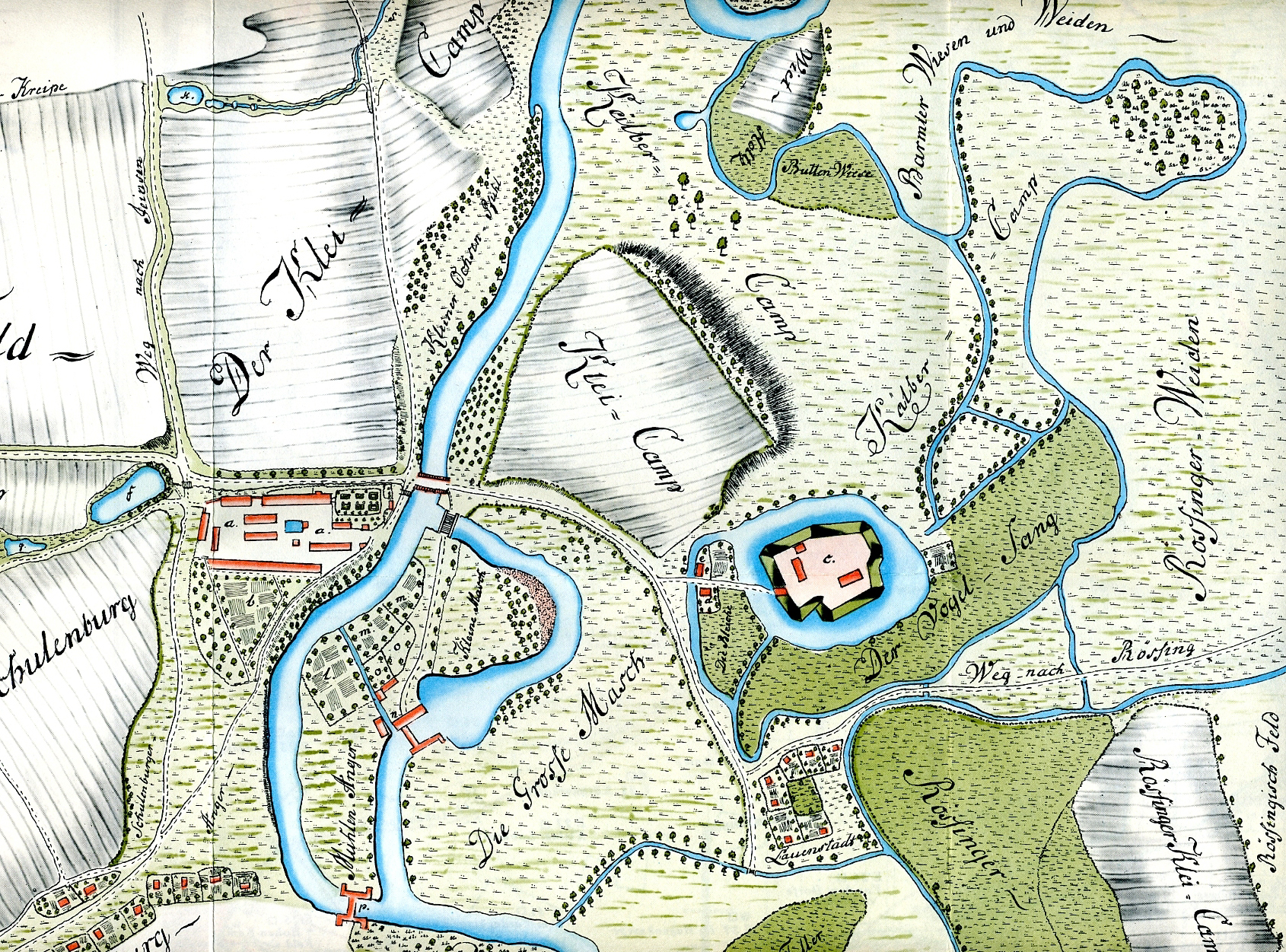
Zamek i jego okolice w 1771 r.

Calenberg – zamek zbudowany w XIII w. na wzgórzu o tej samej nazwie, położonym pomiędzy dwiema odnogami rzeki Leine, obecnie na terenie Pattensen w Niemczech (kraj związkowy Dolna Saksonia, region Hanower), w ruinie.

## Historia
Zamek Calenberg został wzniesiony w ostatnich latach XIII w. przez księcia Lüneburga Ottona II Surowego. Z czasem stał się jedną z głównych ich rezydencji i dał swoje imię zarówno położonym wokół terenom, jak i księstwu powstałemu wskutek podziału państwa brunszwicko-lüneburskiego w kolejnych pokoleniach książąt z dynastii Welfów. Na przełomie XV i XVI w. przebudowany. W okresie wojny trzydziestoletniej zniszczony. Stracił wówczas swe znaczenie obronne i został porzucony, częściowo rozebrany.